# The Comfort of Strangers
 The Comfort of Strangers és una pel·lícula italo- britànica-estatunidenca de Paul Schrader estrenada el 1990.

## Argument
Colin (Everett) i Mary (Richardson), una parella amb dubtes sobre el futur de la seva relació, se'n van de vacances a Venècia on coneixen a Robert (Walken), l'amo d'un bar que els compta històries sobre el seu abusiu pare i la humiliant revenja que va patir per part de les seves quatre germanes. Encara que Colin i Mary troben a Robert i a la seva esposa, l'elegant i recatada Caroline (Mirren), una companyia poc agradable, estan inexplicablement, gairebé hipnoticamente, atrets cap a la parella, qui acaben sent encara més perillosos del que semblen, finalitzant en un climax violent.

## Repartiment
- Christopher Walken: Robert
- Rupert Everett: Colin
- Natasha Richardson: Mary
- Helen Mirren: Caroline
- Manfredi Aliquo: el conserge
- David Ford: un servent
- Daniel Franco: un servent
- Rossana Canghiari: l'empleat de l'hotel
- Fabrizio Castellani:el gerent del bar
- Mario Cotone: el detectiu
- Giancarlo Previati: el primer polícia
- Antonio Serrano: el segon polícia

## Al voltant de la pel·lícula
- El rodatge s'ha desenvolupat a Londres, Roma i Venècia.

## Banda original
- Amorevole, compost per Nicola Arigliano
- Accarezzame, compost per Teddy Reno
- Per un bacio d'amor, compost per Corrado Lojacono
- Cantando con le lacrime agli occhi, compost per Betty Curtis

## Premis
- Millor actriu per Natasha Richardson, als Evening Standard British Film Awards en 1991.